# جاواتزانا
جاواتزانا (به ایتالیایی: Gavazzana) یک کومونه در ایتالیا است که در استان آلساندریا واقع شده‌است.

## خصوصیات
جاواتزانا ۳٫۱ کیلومترمربع مساحت و ۱۲۹ نفر جمعیت دارد.